# Idionella titivillitium
Idionella titivillitium là một loài nhện trong họ Linyphiidae.
Loài này thuộc chi Idionella. Idionella titivillitium được miêu tả năm 1925 bởi Crosby & Bishop.